# Stenodema
Stenodema (лат.) — род клопов-слепняков трибы Stenodemini из подсемейства Mirinae (Miridae). Известно около 60 видов.

## Распространение
Встречается в Палеарктике, Южной Азии, Южной и Северной Америке, Южной Африке. Более половины видов Stenodema описаны из Голарктики (37 из 57 на 2024 год), 31 вид обитает в Палеарктике.

## Описание
Клопы удлинённой формы, растительноядные. Род Stenodema отличается блестящей дорсальной поверхностью, голова, переднеспинка и щитик сильно пунктированы, надкрылья без пунктировки, веститура покровов усикового сегмента I и задней голени плотная по всему пространству, а лоб либо выдается переднедорсально, либо плавно сливается с наличником. Гениталии самца с везикой обычно без склеротизованных отростков, иногда с дугообразным склеритом и с дорсальным краем вторичного гонопора неполным с длинным дорсальным склеритом; задняя стенка женских гениталий с дорсальной структурой, обычно крупной и мешковидной.

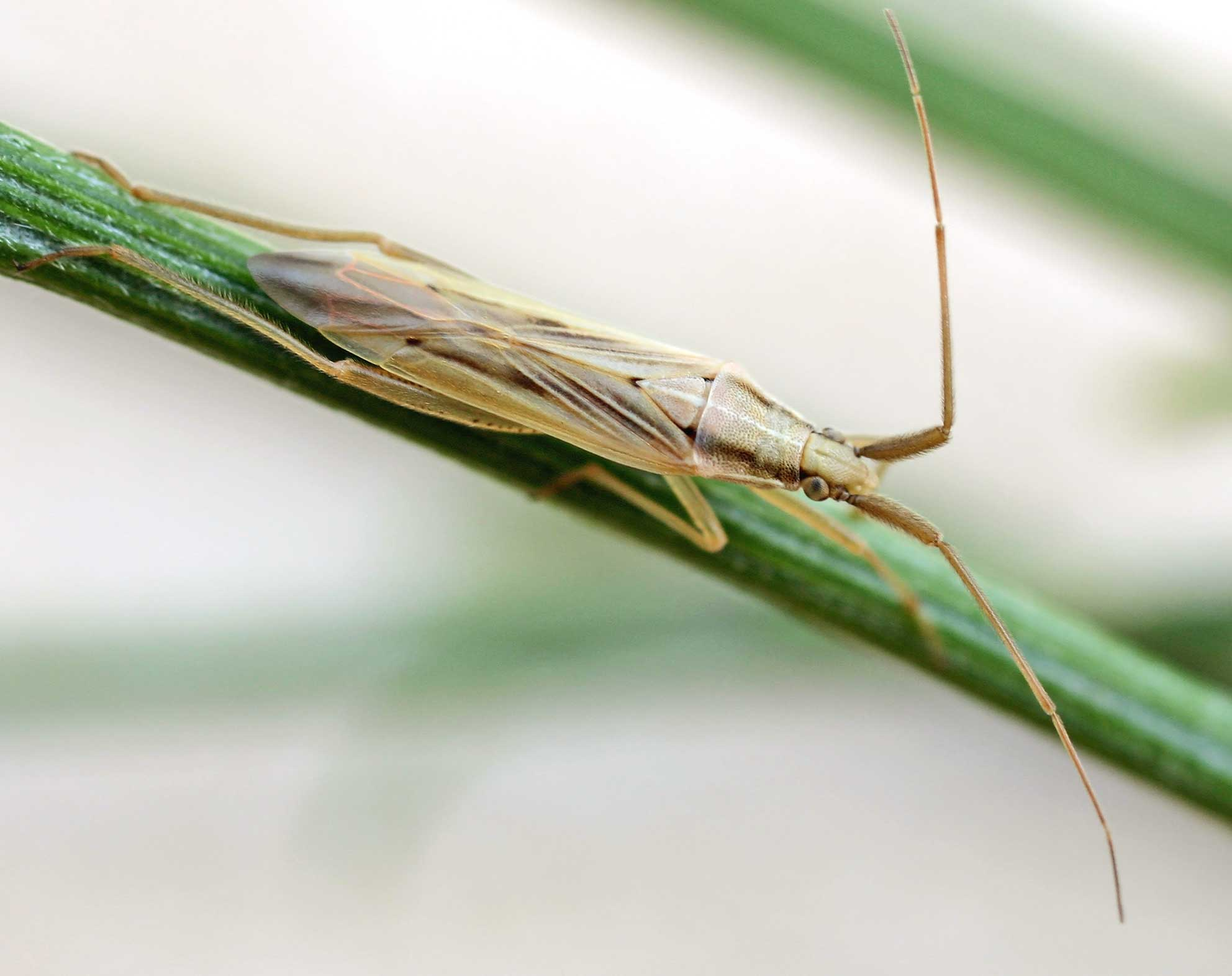
Stenodema laevigata
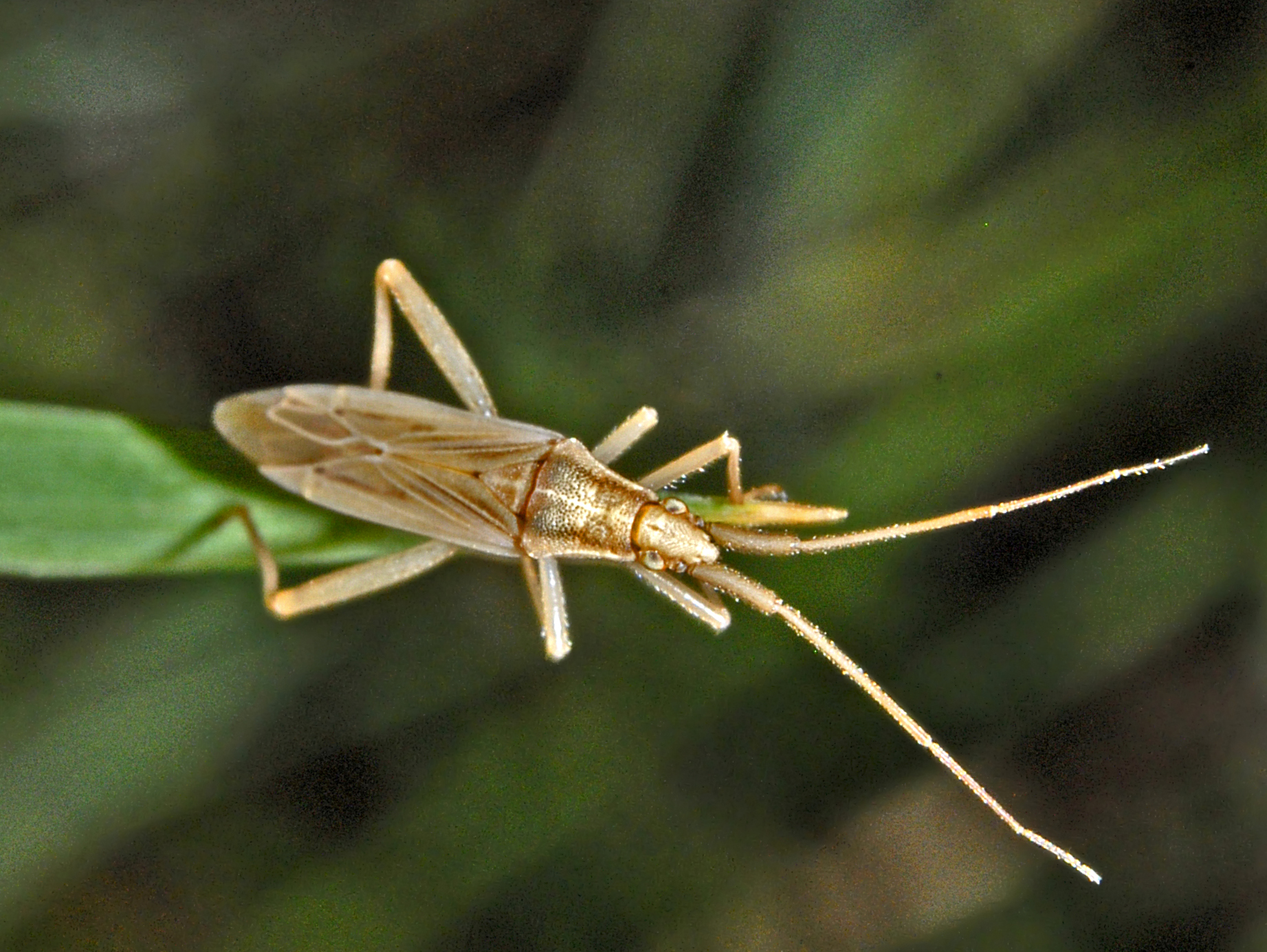
Stenodema holsata

## Систематика
Известно около 60 видов. Род был впервые выделен в 1833 году. Род включен в состав трибы Stenodemini из подсемейства Mirinae семейства Miridae. Внутри трибы образует родовую Stenodema группу, включающую роды Autumnimiris, Caracoris, Chaetofoveolocoris, Litomiris, Kuscheliana, Neotropicomiris, Opistocasis, Opthalmomiris, Porpomiris. Первоначальное написание названий некоторых видов было изменено (например, S. turanicum Reuter, 1904 было изменено на S. turanica) из-за неверной первоначальной интерпретации женского рода термина Stenodema как слова среднего рода.
- Stenodema algoviensis Schmidt, 1934
- Stenodema alpestris Reuter, 1904[7]
- Stenodema alticola Zheng, 1981[8]
- Stenodema andina Carvalho, 1975[9]
- Stenodema angustala Zheng, 1981[8]
- Stenodema antennata Zheng, 1981[8]
- Stenodema argentina Carvalho, 1975
- Stenodema brevinotum C.S. Lin, 1998
- Stenodema calcarata (Fallén, 1807)
- Stenodema chinensis (Reuter, 1904)[7]
- Stenodema columbiensis (Carvalho, 1985)[10]
- Stenodema crassipes Kiritshenko, 1931[11]
- Stenodema curticollis (A. Costa, 1852)
- Stenodema curva Nonnaizab & Qi, 1996[12]
- Stenodema daliensis Zheng, 1992[13]
- Stenodema deserta Nonnaizab & Jorigtoo, 1994[14]
- Stenodema dohrni (Stål, 1859)
- Stenodema dorsalis Say, 1832
- Stenodema elegans Reuter, 1904[7]
- Stenodema falki Bliven, 1958
- Stenodema fritzi Carvalho & Carpintero, 1990[15]
- Stenodema golbachi Carvalho & Carpintero, 1990[15]
- Stenodema guaraniana Carvalho, 1975
- Stenodema guentheri Heiss & J. Ribes, 2007[16]
- Stenodema holsata (Fabricius, 1787)
- Stenodema hsiaoi L.Y. Zheng, 1981[8]
- Stenodema imperii Bliven, 1958
- Stenodema insuavis (Stål, 1860)
- Stenodema javanicum Poppius, 1914
- Stenodema khenteica Muminov, 1989[17]
- Stenodema laevigata (Linnaeus, 1758)
- Stenodema laolaonsis (Carvalho, 1985)
- Stenodema longicollis Poppius, 1915
- Stenodema longicuneatus (Carvalho & Rosas, 1966)
- Stenodema longula L.Y. Zheng, 1981[8]
- Stenodema mongolica Nonnaizab & Jorigtoo, 1994[14]
- Stenodema nigricallum Zheng, 1981[8]
- Stenodema noaensis Carvalho & Carpintero, 1990[15]
- Stenodema panamensis (Distant, 1893)
- Stenodema parvula Zheng, 1981[8]
- Stenodema pilosa (Jakovlev, 1889)
- Stenodema pilosipes Kelton, 1961
- Stenodema plebeja Reuter, 1904
- Stenodema praecelsa (Distant, 1891)
- Stenodema qinlingensis Tang, 1994
- Stenodema rubrinervis Horváth, 1905
- Stenodema sequoiae Bliven, 1955
- Stenodema sericans (Fieber, 1861)
- Stenodema sibirica Bergroth, 1914
- Stenodema tibetum Zheng, 1981[8]
- Stenodema trispinosa Reuter, 1904[7]
- Stenodema turanica Reuter, 1904[7]
- Stenodema vicinus Provancher, 1872
- Stenodema virens (Linnaeus, 1767)